# Massimo Mazzucco
Pour les articles homonymes, voir Mazzucco.
Massimo Mazzucco (né le 20 juillet 1954 à Turin) est un photographe et réalisateur de cinéma italien.

## Biographie
Massimo Mazzucco débute comme photographe de mode et devient l'assistant d'Oliviero Toscani,.
En 2019, il réalise un pseudo-documentaire American Moon, qui remet en cause les missions lunaires d'Apollo.  Les méthodes malhonnêtes et même les faux utilisés pour argumenter son point de vue sont démontés par le youtubeur Defakator dans sa vidéo "foire aux questions foireuses sur l'espace et Apollo" de 40'23'' à 59'18''

## Filmographie

### Longs métrages
- 1982 : Summertime avec Luca Barbareschi
- 1986 : Romance (en)
- 1992 : Objectifs indiscrets, Jean-Paul Muel, Marc de Jonge
- 1994 : L'Énigme d'un jour avec Cecilia Dazzi, Valeria D'Obici, Bernard Fresson, Michael York, Anne-Marie Pisani
- 1996 : Aaron Gillespie Will Make You a Star

### DVD
- 2006 : Inganno Globale
- 2007 : The New American Century
- 2008 : L'altra Dallas
- 2009 : I Padroni Del Mondo
- 2010 : Cancer: The Forbidden Cures
- 2011 : The True History of Marijuana[4]
- 2013 : September 11 - The New Pearl Harbor[5]
- 2017 : American Moon[6]

## Récompenses et distinctions
- Prix De Sica Price, Festival de Venise 1983, pour Summertime.
- Valencia Film Festival, 1983, pour Summertime.
- Sidney Film Festival, 1984, pour Summertime.
- Golden Globe Foreign Press, 1986, pour Romance.
- Prix Pasinetti, pour Romance.
- London Film Festival 1986, pour Romance.
- Melbourne Film Festival, pour Romance.
- Hollywood Film Festival 1996, Aaron Gillespie Will Make You a Star.
- Montreal Film Festival 1996, Aaron Gillespie Will Make You a Star.